# Plagiochila angusta
Plagiochila angusta là một loài rêu tản trong họ Plagiochilaceae. Loài này được Lindenb. miêu tả khoa học lần đầu tiên năm 1843.